# Los Alamitos
Los Alamitos – miasto w Stanach Zjednoczonych, w stanie Kalifornia, w hrabstwie Orange. Według spisu ludności przeprowadzonego przez United States Census Bureau, w roku 2010 miasto Los Alamitos miało 11 449 mieszkańców.